# Леснозаводская улица
Леснозаво́дская улица — улица в Невском районе Санкт-Петербурга. Проходит от проспекта Обуховской Обороны до улицы Бабушкина.

## История
С середины XIX века до 1930-х годов проезд входил в состав Куракиной дороги (ныне Южное шоссе). Современное название Леснозаводская улица появилось в 1930-е годы, происходит от Леснозаводской деревни, которая, в свою очередь была названа по лесным складам.

## Достопримечательности
- Речной вокзал (утрачено)
- парк «Куракина дача»
- спорткомплекс «Звезда» (дом 3)
- пансионат «Леснозаводской» для пожилых людей сети «Опека» (дом 3)
- родильный дом № 17 (дом 4, корпус 1)
- детская поликлиника № 6 (дом 6)
- специальная коррекционная школа № 17